# 中之島入口
中之島入口（なかのしまいりぐち）は、大阪府大阪市北区の阪神高速道路11号池田線の入口。中之島方面から入口のみのハーフICである。
2024年（令和6年）9月3日より入口料金所がETC専用になっている。

## 道路
- 阪神高速11号池田線（11-01）

## 料金所

### 中之島料金所
- ブース数：2
  - ETC専用：1
  - サポート：1

## 接続する道路
- 中之島通
- 四つ橋筋

## 周辺
- 大阪大学中之島センター
- 大阪市立科学館
- 国立国際美術館
- 大阪駅前ビル
- 堂島アバンザ
- サントリーホールディングス本店
- 中之島フェスティバルタワー
  - 朝日新聞大阪本社
- 関西電力本店

## 隣
阪神高速11号池田線
中之島JCT - (11-02)出入橋出口 - (11-01)中之島入口 - (11-03)梅田出入口 - (11-04)福島出入口